# Манушин, Эдуард Анатольевич
Эдуард Анатольевич Манушин (род. 30 декабря 1932 года) — советский и российский учёный-педагог, академик АПН СССР (1989), академик РАО (1993).
Профессор кафедры акмеологии и психологии профессиональной деятельности РАГС, генеральный директор Международного центра системных исследований проблем высшего образования и науки (ассоциированного Центра ЮНЕСКО), академик-секретарь Отделения высшего образования Российской академии образования (РАО), профессор Московского государственного технического университета имени Н. Э. Баумана.
В 1989 году - избран академиком АПН СССР, в 1993 году - академиком Российской академии образования, академиком Международной академии акмеологических наук. 
Сфера научных интересов: педагогика высшей школы, информатизация образования, конструирование и прочность газотурбинных двигателей, переподготовка управленческих кадров.
Автор свыше 150 научных трудов.
Руководит дипломниками и аспирантами в РАГС, читает курсы лекций в МГТУ. 
Заместитель председателя диссертационного совета в РАГС, член диссертационных советов в Институте общего среднего образования РАО и МГТУ, член редакционного совета журнала «Высшее образование в России». 